# Dramatiska arbeten
Dramatiska arbeten är en samling med författaren Alfhild Agrells samtliga pjäser, utgiven 2012 på Atrium Förlag. Boken har en inledning och efterskrift av Ingeborg Nordin Hennel.
Dramatiska arbeten innehåller sammanlagt elva pjäser, från Agrells först uppsatta drama Hvarför? (1882) till hennes sista Ingrid – En döds kärlekssaga (1900). Två av pjäserna, Putte och En bröllopsdag, är sedan tidigare opublicerade i bokform.

## Pjäser
- Hvarför?
- En hufvudsak
- Räddad
- Småstadslif
- Dömd
- En lektion
- Ensam
- En bröllopsdag
- Vår!
- Putte
- Ingrid – En döds kärlekssaga

## Mottagande
Örjan Torell på Sundsvalls Tidning kallade Dramatiska arbeten för "en vacker bok" och påpekade att Nordin Hennels för- och efterskrift sätter in litteraturen i sitt sammanhang. Torell menade också att Agrells dramatik känns gammal, men påpekade också att det överallt finns "en enastående snärtighet och humor som förklarar att dramat "Räddad" kunde göra succé när det sattes upp 2007." Han kallade den tidigare outgivna pjäsen En bröllopsdag för "en verklig pärla" och imponerades av dess blandning av tragik och komik samt att den är skriven på ångermanländsk dialekt. Torell avslutade sin recension med ett par retoriska frågor: Kanske var Alfhild Agrell rentav före sin tid? Kanske lämnade hon 1880-talets slagord och konstruerade intriger innan samtiden var mogen för den moderna smaken av äkta liv?
I Västerbottens-Kuriren beskrev Elin Ruuth Dramatiska arbeten som "En händelse av feministisk, teater- och litteraturhistorisk betydelse som kan nyansera bilden av det sena 1800-talets svenska salonger och scener."